# Nāhan
Nāhan är en ort i Indien.   Den ligger i distriktet Sirmaur och delstaten Himachal Pradesh, i den norra delen av landet, 210 km norr om huvudstaden New Delhi. Nāhan ligger 909 meter över havet och antalet invånare är 27 544.
Terrängen runt Nāhan är huvudsakligen kuperad, men åt sydost är den platt. Runt Nāhan är det ganska tätbefolkat, med 144 invånare per kvadratkilometer. Nāhan är det största samhället i trakten. I omgivningarna runt Nāhan växer i huvudsak blandskog.